# طبيعية أخلاقية
طبيعية أخلاقية (بالإنجليزية: Ethical naturalism) (تُسمى أيضًا الأخلاق الطبيعية أو التعريف الأخلاقي الطبيعي التصوري) هي الرؤية لفوقية الأخلاقية التي تُدعي:
1. تعبر الجمل الأخلاقية عن عبارات.
2. بعض هذه العبارات صحيحة.
3. تُجعل هذه العبارات صحيحة بميزات موضوعية في العالم.
4. هذه الميزات الأخلاقية للعالم يمكن تخفيضها إلى مجموعة من الميزات غير الأخلاقية.

## نظرة عامة
الإصدارات الأخلاقية الطبيعية التي حظيت بأكبر اهتمام فلسفي مستمر، على سبيل المثال، الواقعية في كورنيل، تختلف عن الموقف الذي "طريقة الأشياء هي دائما الطريقة التي يجب أن تكون عليها"، الذي يحمله قليل من الأخلاقيين الطبيعيين. ترفض الأخلاق الطبيعية، ومع ذلك، التمييز بين الحقائق والقيم: فهي تقترح أن التحقيق في العالم الطبيعي يمكن أن يزيد من معرفتنا الأخلاقية بنفس الطريقة التي يزيد بها معرفتنا العلمية. في الواقع، اقترح مؤيدو الأخلاق الطبيعية أن البشرية تحتاج إلى الاستثمار في علم الأخلاق، وهو مجال واسع وغير محدد بدقة يستخدم الأدلة من علم الأحياء وعلم الطبائع والأنثروبولوجيا وعلم النفس وعلم الأعصاب ومجالات أخرى لتصنيف ووصف السلوك الأخلاقي.
الأخلاق الطبيعية تضم أي تخفيض للخصائص الأخلاقية، مثل "الخير"، إلى خصائص غير أخلاقية؛ هناك العديد من الأمثلة المختلفة على مثل هذه التخفيضات، وبالتالي العديد من أنواع الأخلاق الطبيعية المختلفة. الهيدونية، على سبيل المثال، هي الرؤية التي تقول أن الخير في النهاية مجرد متعة.

## النظريات الأخلاقية التي يمكن أن تكون طبيعية
- الإيثار
- العواقبية
- التحررية التبعية
- واقعية كورنيل
- الأنانية الأخلاقية / الموضوعية
- الأخلاق التطورية
- مذهب المتعة
- الأخلاق العلمانية
- ليبرالية الحقوق الطبيعية
- مذهب المنفعة
- الأخلاق الفضيلة

## انتقادات
انتقد الأخلاق الطبيعية بشكل بارز من قبل الأخلاقي غير الطبيعي جورج إدوارد مور، الذي وضع حجة السؤال المفتوح. يقول غارنر وروزن إن تعريفًا شائعًا لـ "الخصائص الطبيعية" هو واحد "الذي يمكن اكتشافه عن طريق المراقبة الحسية أو التجربة، أو من خلال أي من وسائل العلم المتاحة." يقولون أيضًا إن تعريفًا جيدًا لـ "الخصائص الطبيعية" مشكل، ولكن "لا يتطلب ذلك سوى في انتقاد الطبيعية، أو في محاولة التمييز بين النظريات التصورية الطبيعية وغير الطبيعية، أن يكون مثل هذا المفهوم ضروريًا." أنتقد أيضًا ريتشارد ميرفين هير الأخلاق الطبيعية بسبب ما اعتبره تعريفًا مغلوطًا للمصطلحات 'جيد' أو 'صحيح'، قائلاً إن المصطلحات القيمية التي تكون جزءًا من لغتنا الأخلاقية التوجيهية لا يمكن تخفيضها إلى المصطلحات الوصفية: "المصطلحات القيمية لها وظيفة خاصة في اللغة، وهي توصية؛ وبالتالي فإنها بوضوح لا يمكن تعريفها في مصطلحات أخرى لا تؤدي هذه الوظيفة".

### العدمية الأخلاقية
يؤكد العدميون الأخلاقيون أنه لا توجد كيانات مثل القيم الهدفة أو الحقائق الأخلاقية الهدفة. قام مؤيدو العلم الأخلاقي مثل رونالد أ. ليندساي بمقاضاة ذلك بحيث أن طريقة فهمهم لـ "الأخلاق" كمشروع عملي هي الطريقة التي يجب علينا أن نفهمها في الأصل. يشير إلى أن البديل يبدو أنه تقليص فلسفي متعقد لكلمة "أخلاق" إلى مصطلح فارغ وغير مفيد. يضيف ليندساي أنه من المهم استعادة كلمة "الأخلاق" الخاصة بسبب التنميطات التي تحملها لدى العديد من الأفراد.

## الأخلاق كعلم
قد قدم الكاتب سام هاريس حججًا تقول إننا نبالغ في أهمية العديد من الحجج ضد علم الأخلاق، وهي حجج يعتقد أن العلماء يتجاهلونها بسعادة وبحق في مجالات أخرى من العلوم مثل الفيزياء. على سبيل المثال، قد يجد العلماء أنفسهم يحاولون الجدال ضد المشككين الفلسفيين، عندما يقول هاريس إنه يجب عليهم عمليًا أن يسألوا كما يجب أن يفعلوا في أي مجال آخر "لماذا يجب أن نستمع إلى من يعتقد بمفرده في المقام الأول؟" يقول هاريس إن هذا جزء من ما يعنيه ممارسة علم الأخلاق.

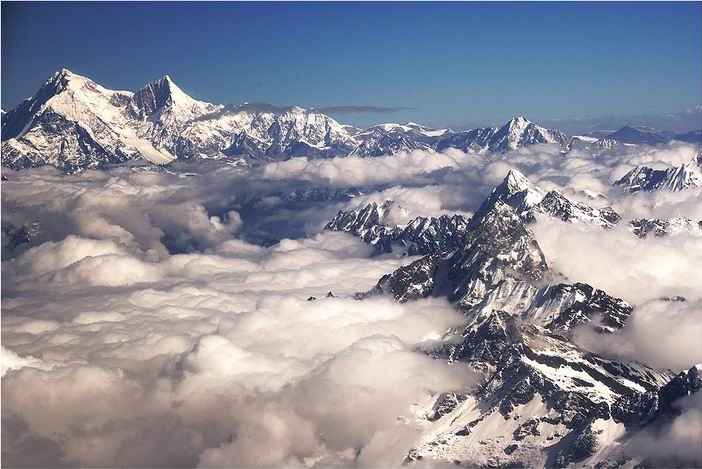
يرى سام هاريس أن هناك "قممًا أخلاقية" مثالية اجتماعيًا يجب اكتشافها.

في العصر الحديث، توصل العديد من المفكرين الذين يناقشون تمييز الحقيقة والقيمة ومشكلة "الواجب" و"اليكون" إلى فكرة أنه لا يمكن استنتاج الواجب من اليكون. وعلى العكس من ذلك، يؤكد هاريس أن تمييز الحقيقة والقيمة هو ارتباك، مقترحًا أن القيم هي في الواقع نوع معين من الحقيقة. وبشكل محدد، يقترح هاريس أن القيم تتمثل في عبارات تجريبية حول "ازدهار المخلوقات الواعية في المجتمع". يجادل في أن هناك إجابات موضوعية على الأسئلة الأخلاقية، حتى لو كان بعضها صعبًا أو مستحيلاً التملك عمليًا. وبهذه الطريقة، يقول، يمكن للعلم أن يخبرنا بما يجب أن نقدره. يضيف هاريس أننا لا نطالب باليقين المطلق من التنبؤات في الفيزياء، لذا لا ينبغي أن نطالب بهذا من العلم الذي يدرس الأخلاق.
يعتقد الفيزيائي شون كارول أن تصور الأخلاق كعلم قد يكون حالة من الاستعمار العلمي ويصر على أن ما هو "جيد للمخلوقات الواعية" ليس تعريفًا عمليًا كافيًا لـ "الأخلاق". وفي المقابل، يزعم جون شوك، نائب الرئيس في مركز التحقيق، أن هذا التعريف العملي أكثر من كافٍ للعلم في الوقت الحالي، وأن الخلاف لا يجب أن يعطل الدراسة العلمية للأخلاق.